# Keppel Sands
Keppel Sands – miasto w Australii, w stanie Queensland, nad Oceanem Spokojnym.